# Giovanni Sacrobosco
Giovanni Sacrobosco, detto in latino Johannes de Sacrobosco (o Sacrobosco) e in inglese John of Holywood (1195 circa – Parigi, 1256), è stato un matematico, astronomo e astrologo scozzese, sebbene la sua reale origine sia dibattuta, che insegnò all'Università di Parigi.
Insieme all'italiano Guido Bonatti da Forlì fu uno dei più famosi astronomi-astrologi del XIII secolo.

## Biografia
Benché descritto come inglese, il suo luogo di nascita è sconosciuto, in quanto Sacrobosco sarebbe una non meglio specificata città o regione. La teoria secondo cui nacque ad Halifax viene oggi screditata poiché Halifax significa "sacra chioma", e non "sacro bosco". La sua formazione avvenne all'Università di Oxford.
Secondo un resoconto del XVII secolo, giunse all'Università di Parigi il 5 giugno del 1221. Non è chiaro se all'epoca fosse ancora studente o già laureato, in arte, presso un'altra università, e quindi fosse qualificato per l'insegnamento. Di certo c'è che insegnò matematica nell'ateneo parigino.
L'anno della sua morte è incerto, dato che le fonti indicano diversi anni: 1234, 1236, 1244 e 1256.
Un cratere lunare porta il nome di Sacrobosco.

## Opere
Tractatus de Sphaera
Attorno al 1230 venne pubblicata la sua opera più nota, il Tractatus de Sphaera. In questo libro Sacrobosco tratta della Terra e della sua collocazione nell'universo. Il libro divenne una lettura obbligatoria per gli studenti di tutte le università dell'Europa occidentale nei quattro secoli successivi e contribuì alla prima diffusione europea del sistema tolemaico. Citando direttamente Claudio Tolomeo e l'astronomo persiano al-Farghānī, Sacrobosco affidò al trattato l'esposizione dei moti planetari secondo la teoria degli epicicli e dei deferenti. Per la sua chiarezza e semplicità l'opera rimase in auge fino alla metà del XVII secolo, come dimostrano le sue molte edizioni a stampa, le traduzioni e i commenti.
La sua descrizione della Terra come una sfera, e la sua popolarità, permettono, fin dagli studi compiuti nel XIX secolo, di confutare l'opinione secondo la quale gli studiosi medioevali avrebbero ritenuto che la Terra fosse piatta. Del resto, la rotondità della terra è ben sostenuta da altri autori del Medioevo, quali: Ruggero Bacone, Tommaso d'Aquino, Brunetto Latini, Dante Alighieri, Giovanni Buridano ed altri.
Altre opere matematiche

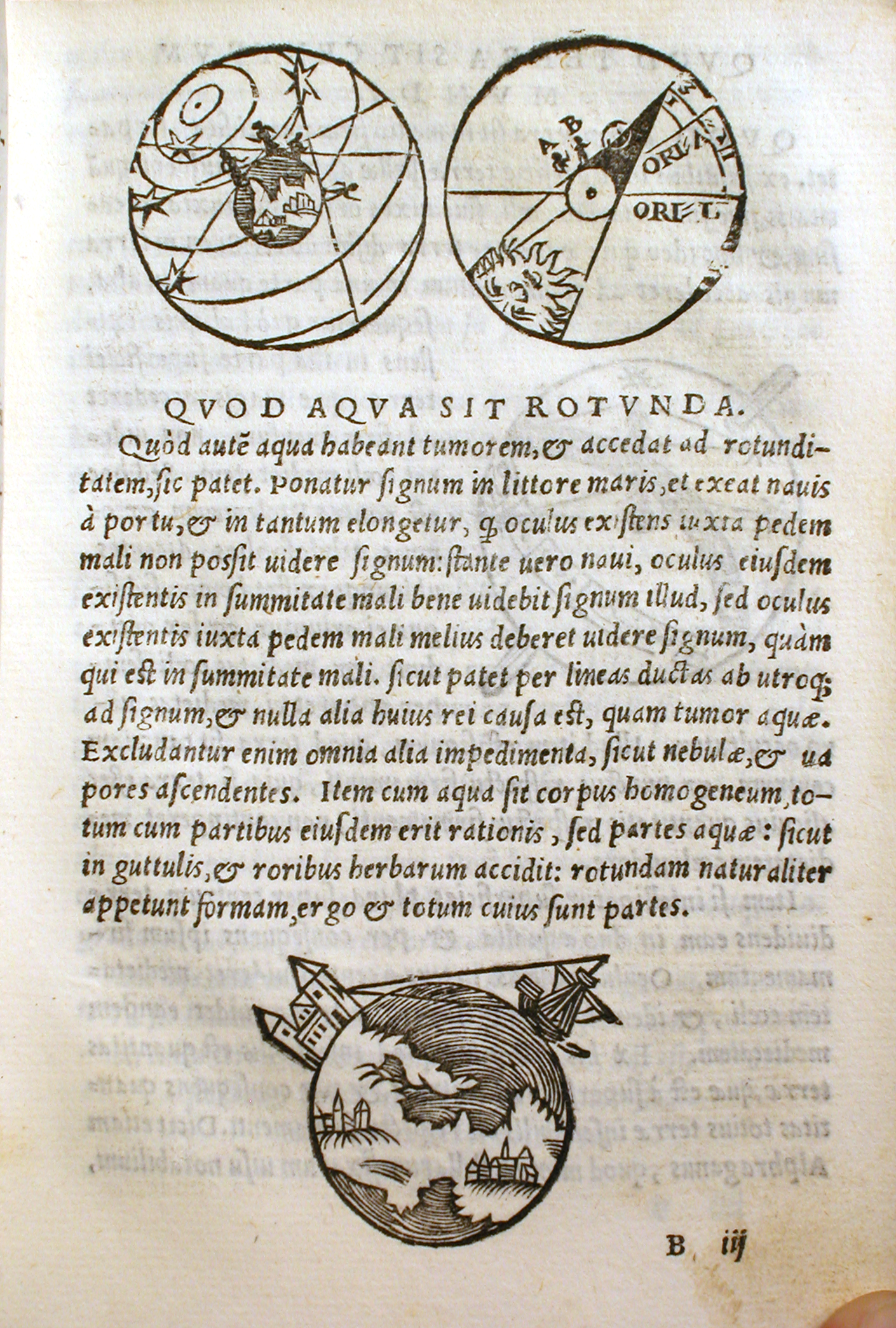
In alto: a sinistra il movimento delle stelle in un giorno (24 ore); a destra l'eclisse parziale di luna.

Sacrobosco fu un forte sostenitore dei metodi arabi nella matematica: il suo trattato Algorismus, che si ritiene la sua prima opera, fu uno dei primi testi sui numeri arabi adottato come manuale nelle università europee. In quest'opera, nota anche come Algorismus de integris o Algorismus vulgaris, Sacrobosco tratta le quattro operazioni, il concetto di media aritmetica e l'estrazione di radici quadrate e cubiche.
Nell'opera Computus (1235) trattò in maniera sistematica i calendari e la misura del tempo. Definì il giorno, la sua suddivisione in ore, e probabilmente fu il primo autore occidentale ad introdurre le frazioni sessagesimali (minuti e secondi). Definì l'anno solare e l'anno lunare.
Un'altra ragione della notorietà di Sacrobosco è la sua critica del Calendario Giuliano. Nel Computus sostenne infatti che tale calendario era avanti di 10 giorni e che fosse necessaria una correzione. Il suo piano per sistemarlo era quello di saltare un giorno ogni 288 anni. Sempre in questo libro inventò la falsa nozione secondo cui Augusto tolse un giorno a febbraio per aggiungerlo ad agosto.

## Edizioni

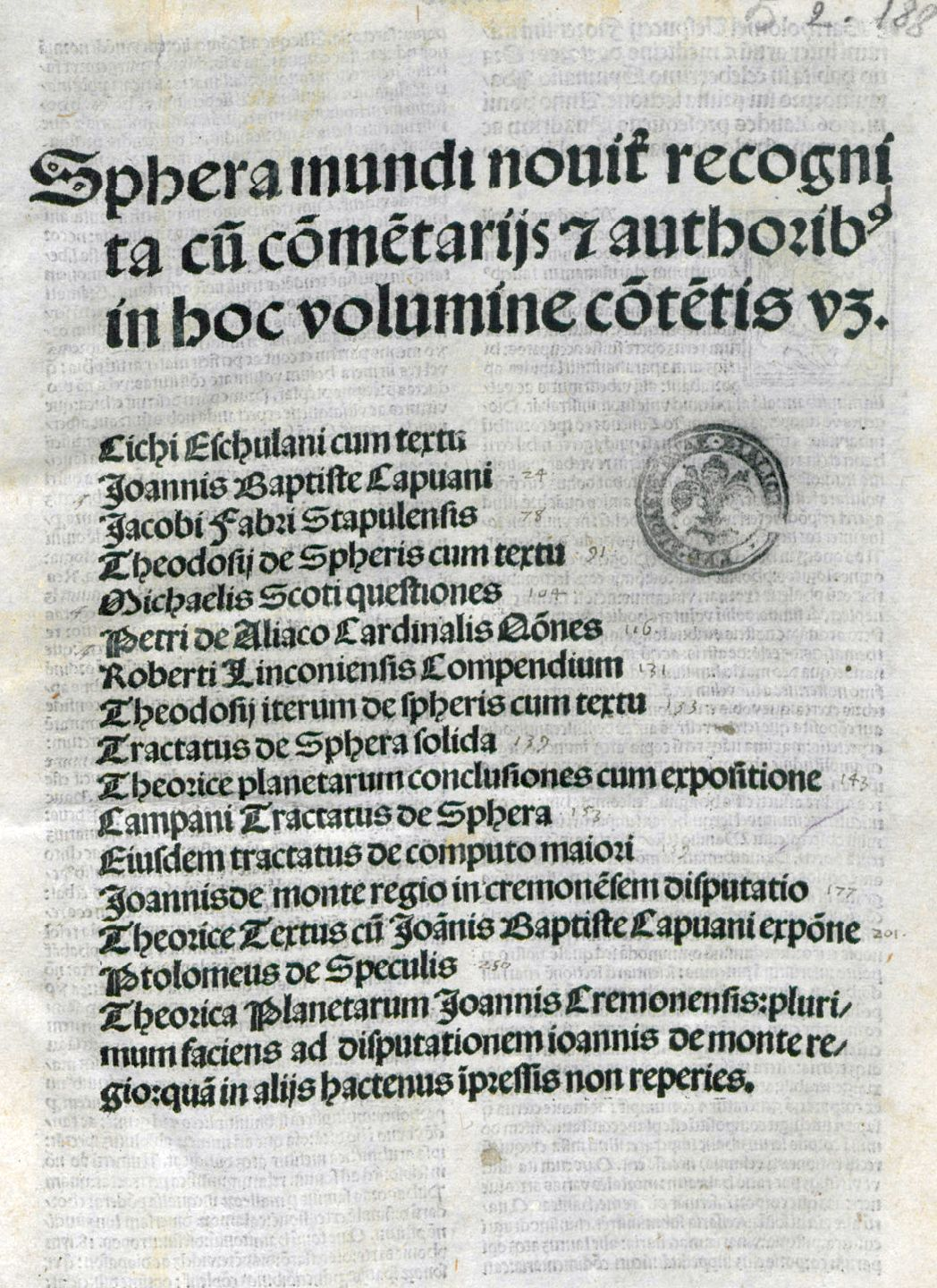
Sphaera mundi, 1518

- (LA) Sphaera mundi, Venezia, Lucantonio Giunta (1.), 1518.
- (LA) Sphaera mundi, Venezia, Lucantonio Giunta (1.), 1531.
- (LA) De sphaera, Venezia, Lucantonio Giunta (1.), 1531.
- (LA) Sphaera mundi, Paris, Guillaume Cavellat, 1561.